# Mohammad Chatah
Mohammad Chatah (arabe : محمد شطح), né le 27 mars 1951 à Tripoli et mort le 27 décembre 2013 dans un attentat à Beyrouth, est un économiste et un diplomate libanais. C'est le conseiller en chef de l'ancien Premier ministre libanais Fouad Siniora.

## Biographie
Né à Tripoli au Nord-Liban il fait ses études d'économie à l'université américaine de Beyrouth puis à l'université du Texas, où il obtient son doctorat. En 1983, Chatah s'installe à Washington et intègre le Fonds monétaire international. Il rentre au Liban en 1993 et est nommé vice-gouverneur de la Banque centrale par le gouvernement de Rafiq Hariri. En 1997, il est nommé ambassadeur du Liban aux États-Unis ; un poste qu'il conservera jusqu'en 2000. En 2001, il fait son retour au FMI et y restera jusqu'en février 2005, date de l'assassinat de Rafiq Hariri. Fouad Siniora le choisit comme bras droit lorsqu'il est nommé Premier ministre fin juin 2005.
Le grand public découvre Chatah particulièrement durant la guerre de juillet 2006 entre Israël et le Hezbollah, où lorsqu'il prend la parole dans les médias et se charge de la stratégie de communication du gouvernement libanais.
En juillet 2008, Fouad Siniora le nomme ministre des Finances au sein du nouveau gouvernement d'union nationale issu des accords de Doha. Quand Saad Hariri devient Premier ministre en novembre 2009, Chatah devient son conseiller aux affaires internationales.
Il meurt le 27 décembre 2013 dans un attentat à la voiture piégée en plein cœur de Beyrouth. Ses proches rejettent la responsabilité de cet attentat sur le président syrien Bachar el-Assad et le Hezbollah. Le régime syrien a démenti ces accusations.